# サンワリ君
『サンワリ君』（サンワリくん）は、鈴木義司による日本の4コマ漫画作品。読売新聞夕刊に連載された。

## 解説
1966年（昭和41年）6月22日より連載を開始し、2004年（平成16年）7月2日を最後に休載。その後17日に作者が死去したため、結果的に7月2日の第11240回が事実上の最終回となった。『サンワリ君』の連載終了以後、2012年10月1日に『オフィス ケン太』（唐沢なをき）の連載が開始するまで、読売新聞夕刊では4コマ漫画の掲載が途絶えていた。
連載38年、11240回に渡って親しまれた。2004年の終了時において、新聞連載の4コマ漫画の掲載期間は毎日新聞に連載された加藤芳郎の『まっぴら君』全13,615回に次いで歴代2位（改題・復題した東京新聞連載の佃公彦の『ほのぼの君（ちびっこ紳士）』全15,451回を考慮すると当時第3位）の連載記録であったが、同じ読売朝刊で1982年より連載中である植田まさしの『コボちゃん』をはじめ、2014年現在は多数の4コマ漫画がこれを超える連載記録を樹立しているため、現在は第7位である（4コマ漫画#長期連載記録を参照）。
1986年の一時期に作者病気のため休載した。連載再開した時には漫画の中にコボちゃんも登場した（後述）。
1993年7月1日に8000回を迎えた時には、同日朝刊で『コボちゃん』も4000回と同じく切りのよい連載回数を迎えた。これを記念して、同日夕刊に2人によるサッカーを題にした合作一コマ漫画が掲載された。当時はJリーグの発足直後でサッカーが話題になっていた。同紙面で杉浦幸雄は「「サンワリ君」八千枚のうちに、つまらない漫画は一枚も無いと断言できる。彼こそ近来希に見る天才である。」と鈴木に祝辞を贈った。
鈴木の死後、その担当記者による追悼記事が読売新聞に掲載された。それによると鈴木が悪性リンパ腫で入院後も原稿は毎日送られてきていたため、担当者ははじめ入院の事実を知らなかったという。また最後の数回は病状が深刻になったためか絵や字体が崩れてきており、ファンから「本当に本人が書いているのか」と編集部に問い合わせがあったという。また、追悼記事の挿絵として植田まさしが「さようなら!サンワリ君」と題したイラストを寄せた。旅立つサンワリ君（植田の筆による。顎のとがり方が植田独特の筆跡）をコボちゃん一家が寂しそうに見送る構図であった。
タイトルの由来は、主人公の話は“3割だけ信用できる”と評され「サンワリ君」と渾名されていることにちなむ。また、「人生の3割バッター、見た目は3割引」によるとも言われる。
稀に変則で3・4コマ目がぶち抜きの特大コマや、細かく分割された5コマの回もあった。

## 受賞
- 日本漫画家協会賞第31回（2002年度）大賞受賞（「サンワリ君他一連の作品」として）。さいとうたかを『ゴルゴ13』との同時受賞[5]。

## 登場人物
サンワリ君
本漫画の主人公。若手のサラリーマン。前髪が3つに分かれている。
同僚
無精髭が特徴。サンワリ君の同僚。
上司
サンワリ君の会社の上司。時々サンワリ君や同僚たちに酒をおごっており、部下思いの上司である。役職は課長である。
OL
サンワリ君の会社の女性社員。女子制服を着ている。1970年代や80年代はショートカットであるが、髪の中の線は繋がっておらず、下記女性の髪型とは描き分けられている。1990年代から2000年代には髪の毛が肩まで伸びてきている。
女性
サンワリ君の彼女と思わしき人物。髪の毛はショートカットで、髪の中に端まで線が描かれている。
ゴブちゃん
小学生の男子。名前は三割と五分をかけている。サンワリ君の弟。頭のてっぺんに毛が3本跳ねている。
第1696回（1972年2月10日）で札幌オリンピックのニュース番組を見るサンワリ君に対して「すきだなァ兄さんは」、第1711回（1972年2月29日、あさま山荘事件突入の翌日）ではサンワリ君と一緒にこたつに入って「兄さんが」と言っているので、弟である。第1694回（1972年2月9日）ではサンワリ君がレストランでゴブちゃんのお子様ランチの代金を払っている描写も見られる。第1704回（1972年2月22日）は近所のおじさんが「ゴブちゃん」と呼んでいることから、この当時から名称が定着していたことが読み取れる。 （似た名前である同紙朝刊の植田まさし『コボちゃん』は1982年連載開始。）
1980年代までは良く登場したが、1990年代以降は稀にしか見なくなった。
ナナちゃん
サンワリ君とゴブちゃんの妹。ゴブちゃんが「ナナちゃんは」「ナナちゃんモデルになってよ」と呼びかけるシーンがあり、これら2つのみが単行本でナナちゃんの名前を確認できる唯一の資料である。第6553回（1988年8月ごろ。第6541回で「イラン・イラク戦争が終わった」記述があり、その4コマ目には夏休みになるという記述もある。その次の第6542回ではうなぎの記述があり、土用の丑の日で1988年7月21日を表している）では、キャンプの用意をするサンワリ君にゴブちゃんとナナちゃんが連れてってとねだり、4コマ目に「弟や妹をだますのにてまどって」というサンワリ君のセリフがある。
父親、母親
稀にゴブちゃん、ナナちゃんと一緒に登場する。単行本ではサンワリ君と同じコマに描かれているシーンはないが、4コマの流れの中で母親、ゴブちゃん、ナナちゃん、サンワリ君が同じ家にいると描写されている回がある。父親は後ろ髪が三又に跳ね、母親は頭のてっぺんがパーマで3つ丸まっている。
犬
サンワリ君が飼っている犬。顎に髭が生えている。単行本では初期の画風の回では耳が立っていたが、多くは垂れ耳である。
ゴブちゃんの友達
野球帽をかぶった男子小学生。時々ゴブちゃんの合いの手として登場する。
おばあさん
近所のタバコ屋のおばあさん。
おじいさん
近所のおじいさん。サンワリ君、ゴブちゃん、ナナちゃんとの血縁関係はない。近所の話し相手の一人。

## エピソード
あさま山荘事件（1972年）
サンワリ君がショートカットの彼女とデパートに来る。「横井さんのジャングル生活展みていかない」と誘われてエスカレーターの上階まで登るが、デパートの店員に「あれは終わっていまはこれです」と言われ、示されたほうを見ると「軽井沢事件展」と書いてあってクレーンに鉄球が吊り下げられており、サンワリ君と彼女は仰天する。第1712回、1972年3月1日掲載、あさま山荘事件突入の翌々日。
この回はサンワリ君8000回・コボちゃん4000回同時達成の記事（1993年7月1日）でも、過去の主要な時事を振り返る目的で再掲された。1コマ目のセリフで横井庄一の帰国（1972年2月2日）が暗示されており、この年の主要な2つの時事が読み取れる。
終戦40年（1985年）
おじいさんがサンワリ君とゴブちゃんを相手に「40年前このへんは焼け野原だったんだ」「あんなことは二度とごめんだなァ」と言う。サンワリ君が「二度と焼け野原にならないようポスターを作ろう」とゴブちゃんに提案するが、出来上がったものを見せ合うと、サンワリ君は「平和」と書いたのに対しゴブちゃんは「火の用心」と書いている。
病気休養後の連載再開（1986年）
サンワリ君が会社に出社し、「皆さん長いあいだ休みまして申し訳ありません！元気になりましたッ」と宣言する。OL「よかったわね」上司「心配したよ！よかった！」と祝福され、ヒゲの同僚も傍で喜んでいるが、「ボクもしんぱいしたよ よかったね」という声が聞こえて「だれだろ」と覗いてみると、声の主はコボちゃんだった。第6050回、1986年11月20日掲載。
瀬戸大橋開通（1988年）
ヒゲの同僚が「渡ってきたよ瀬戸大橋 ハイ！おみやげ」と言って大福を渡す。サンワリ君が食べてみると良く伸びる。その食べかけの大福の端をOLがつまんで引っ張ってみると異様に伸び、「瀬戸大橋にちなんで長いのよきっと」。
牛肉オレンジ輸入自由化（1988年）
サンワリ君が「かわってますねえ」と言うと近所の男性が「アメリカ製です」。サンワリ君「するとてっぺんについてるのはオレンジですか」といって見上げると、牛の形をした鯉のぼりがたなびき、竿のてっぺんには飾り玉の代わりにオレンジがついている。
平成改元直後（1989年）
「明治もあるし、大正もあるし、昭和もあるな。よし！」と決め込んだサンワリ君、空き地に立て札を立てて「平成大学建設予定地」と書く。
1989年（昭和64年）1月7日に昭和天皇が崩御し、その日の夕刊は崩御報道一色となり、折からの自粛ムードから漫画は休載となった（昭和天皇#「崩御」前後も参照）。自粛期間が終わり連載再開直後のエピソードがこれである。
連載10000回目（2000年）
2000年に連載10000回目を迎えた。その前日の9999回目の漫画の中に「明日サンワリ君連載1万回目だな」と登場人物がしゃべる部分がある。その日の4コマ目に前夜祭として「1万歩歩こう」。
連載10000回目にサンワリ君が2人の人に「10000回おめでとう」と感謝の言葉を言われる。4コマ目に目前に迫った衆議院選挙の候補者に「お願いします」といわれる。
最終回（2004年）
海へ来たサンワリ君。岸辺の釣り人を眺めながら「海は心のふるさと」と景色を楽しむ。「そうだ 子供の頃に歌った歌を思い出した」と言った後「うさぎ追いし かの山」と『ふるさと』を歌い出し、釣り人に「海の歌じゃないのか」と呆れられる。第11240回、2004年7月2日掲載。
この数回前から絵や字体が崩れ出し、吹き出しの線がなく台詞が書かれるなどの今までになかった現象が見られた。上述の追悼記事によると、最終回・1コマ目の背景で明らかに線の足りない箇所があった。締切が迫っていたため、「先生に失礼」と思いつつも担当記者が定規で線を書き足したという（鈴木の事務所には、承諾を得ている）。担当記者は「『オレの原稿に手を入れやがったな』と、天国の鈴木さんは顔をしかめているだろうか。」と述懐している。

## 書籍
- サンワリ君 単行本: 123ページ 出版社: ダイナミックセラーズ出版 (1988/09); ISBN 4884930754; ISBN 9784884930752
- サンワリ君 単行本: 176ページ 芳文社 51511-81 1981年刊